# Lista de cidades da América por PIB (PPC)

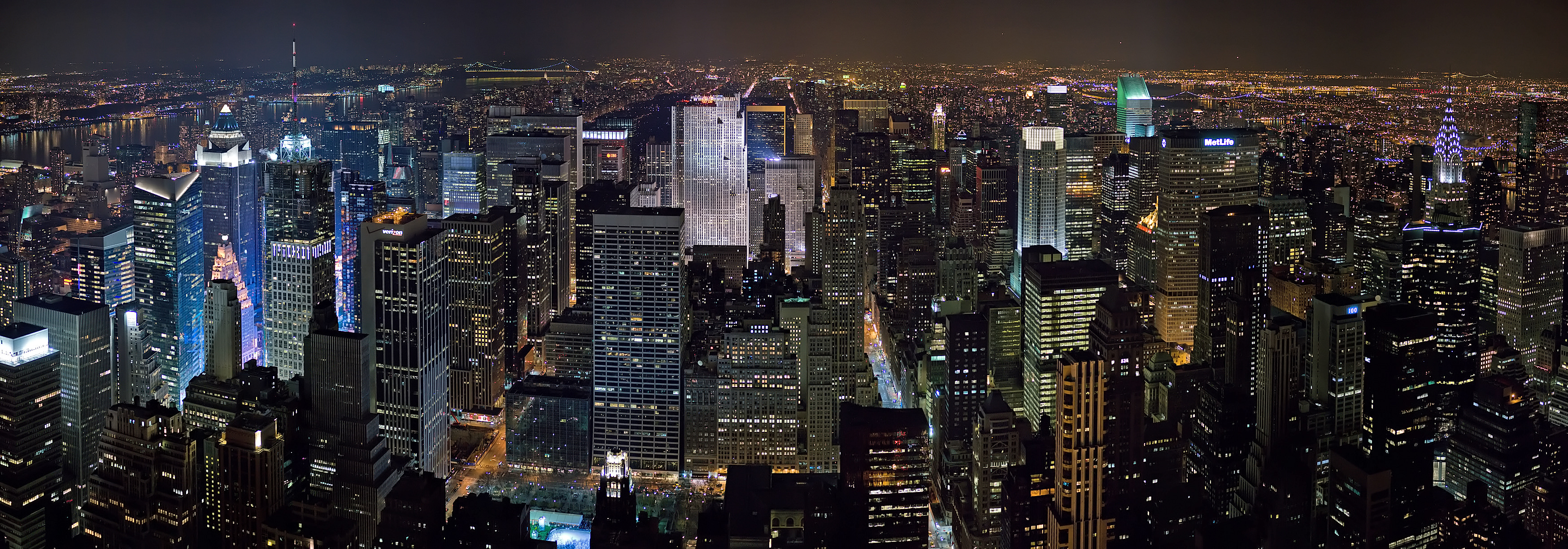
Nova York, EUA

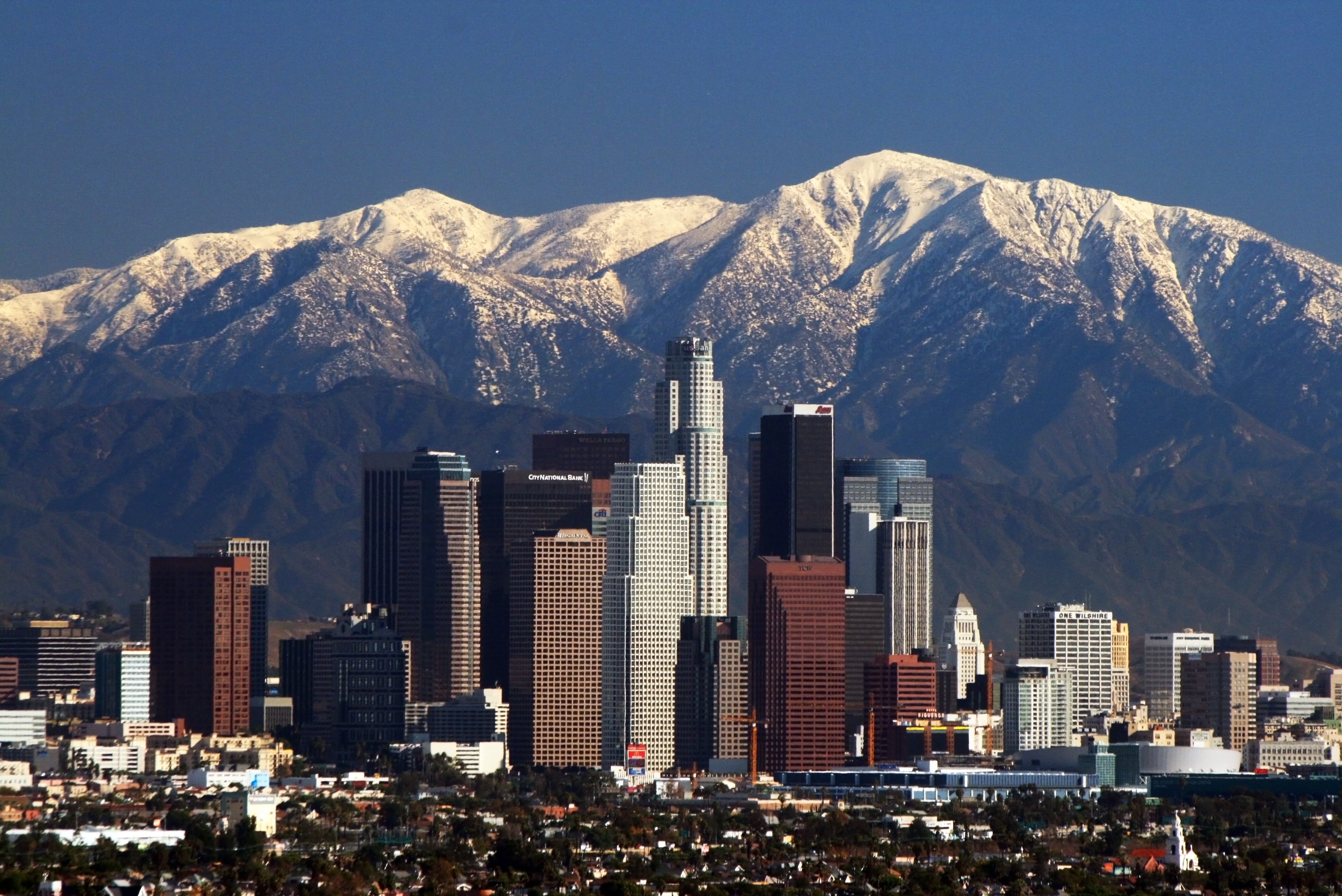
Los Angeles, EUA

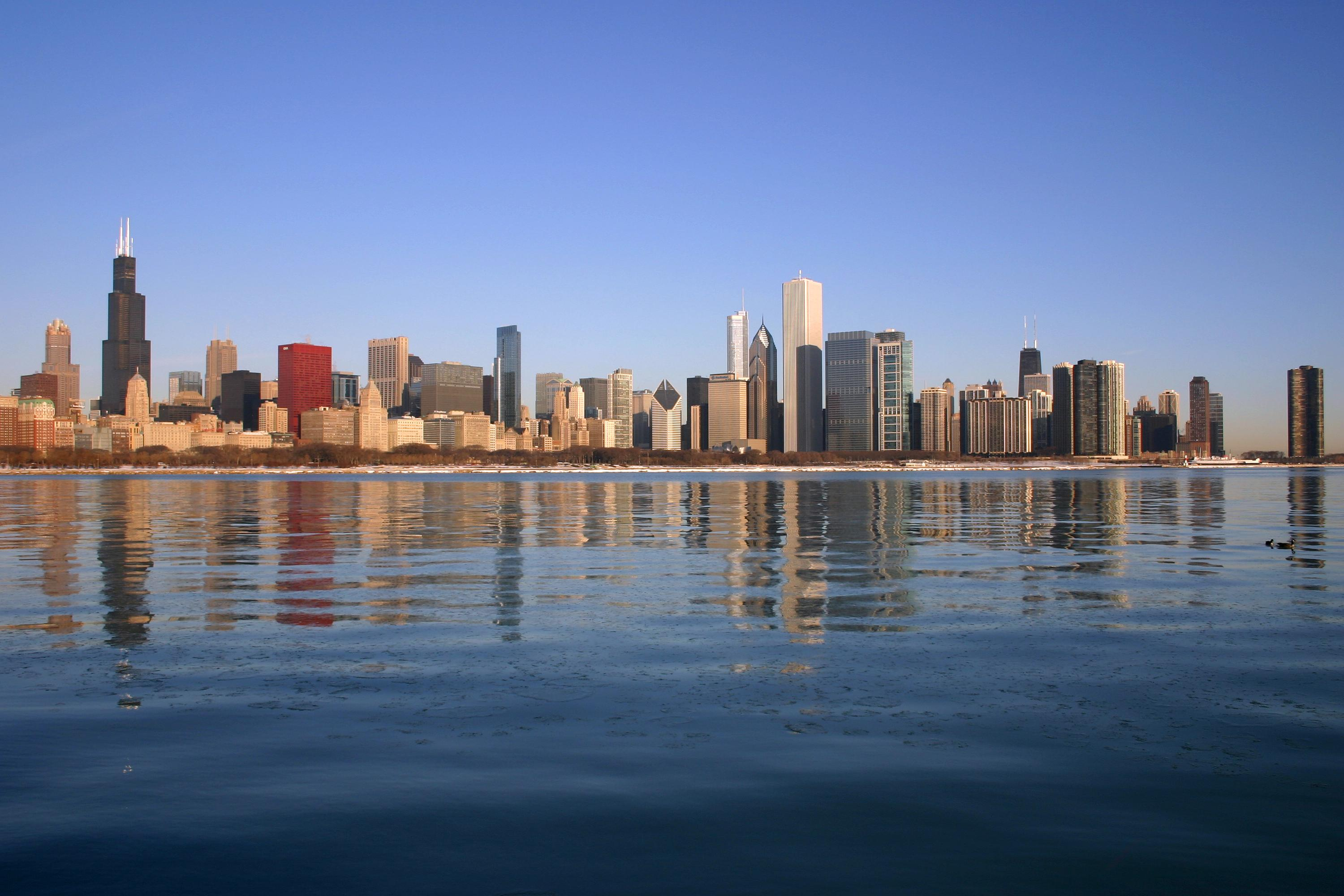
Chicago, EUA

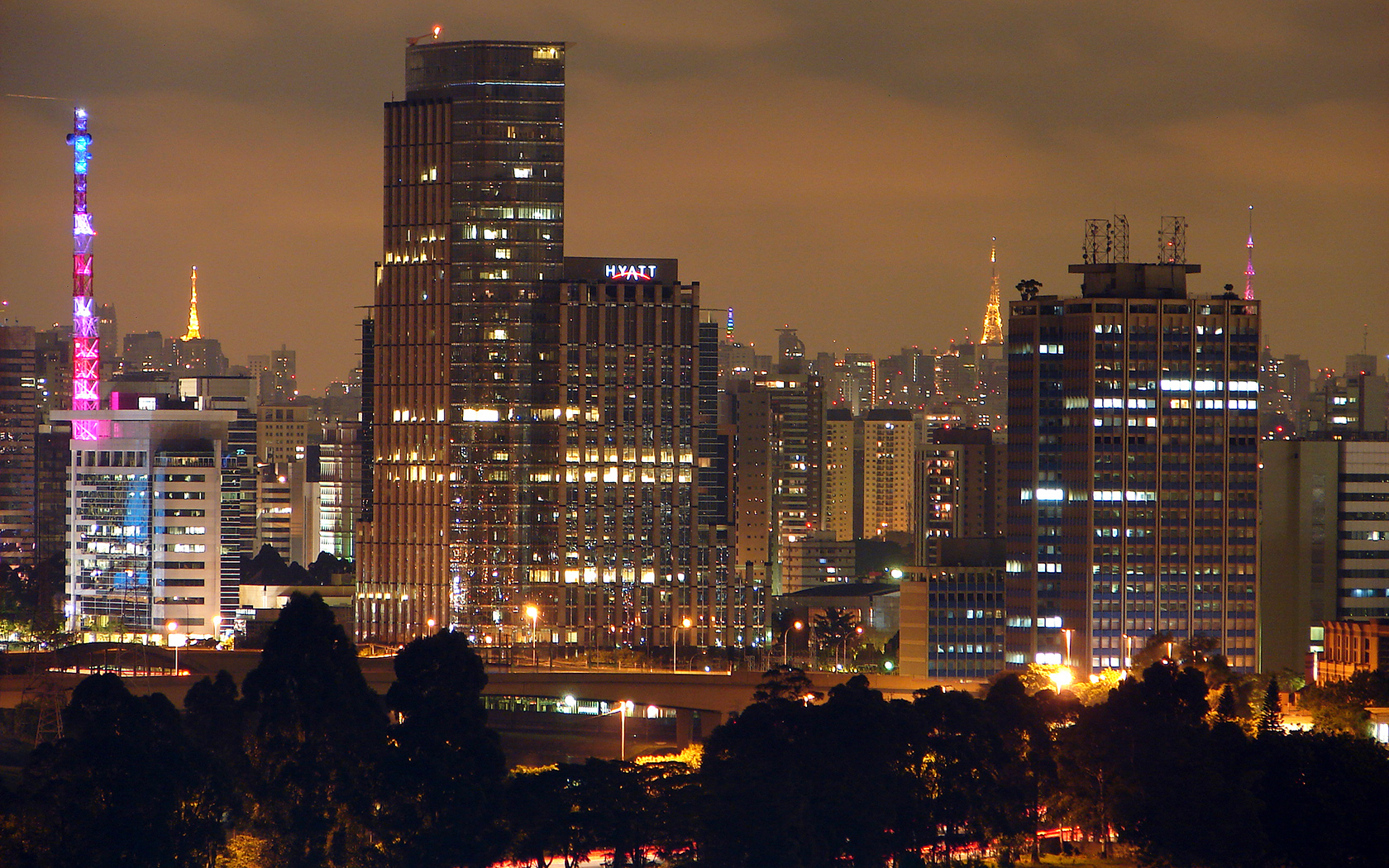
São Paulo, BRA

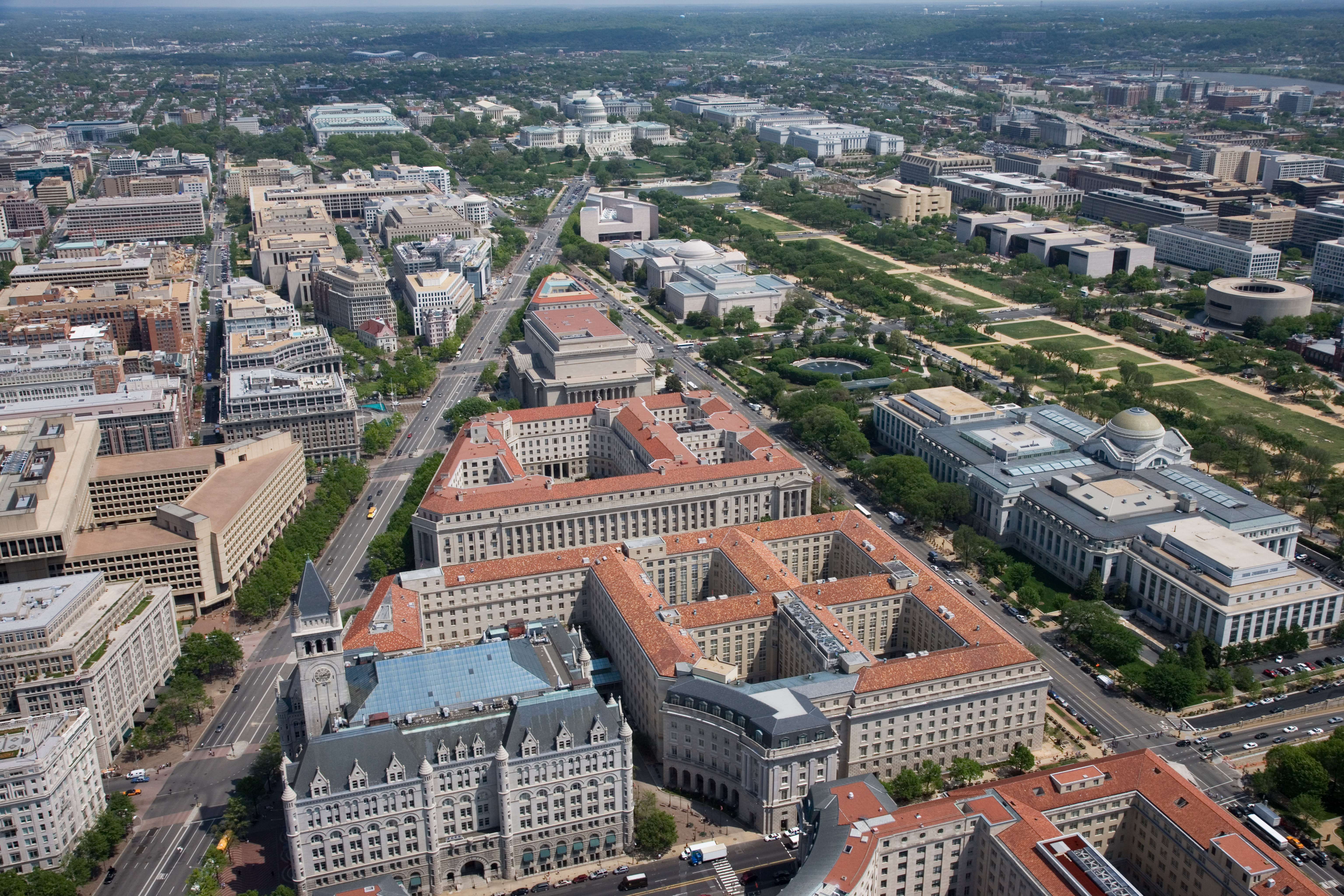
Washington, D.C., EUA

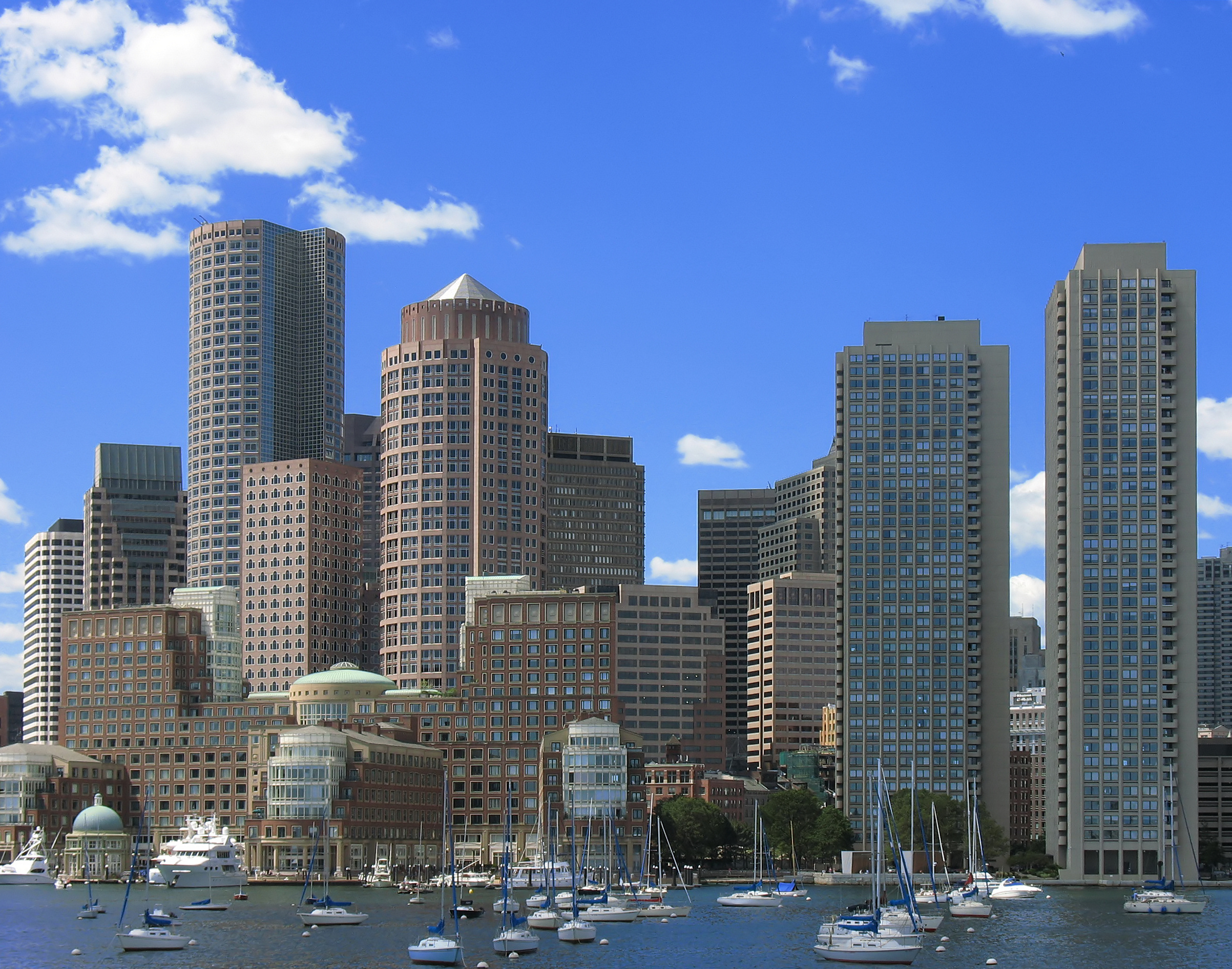
Boston, EUA

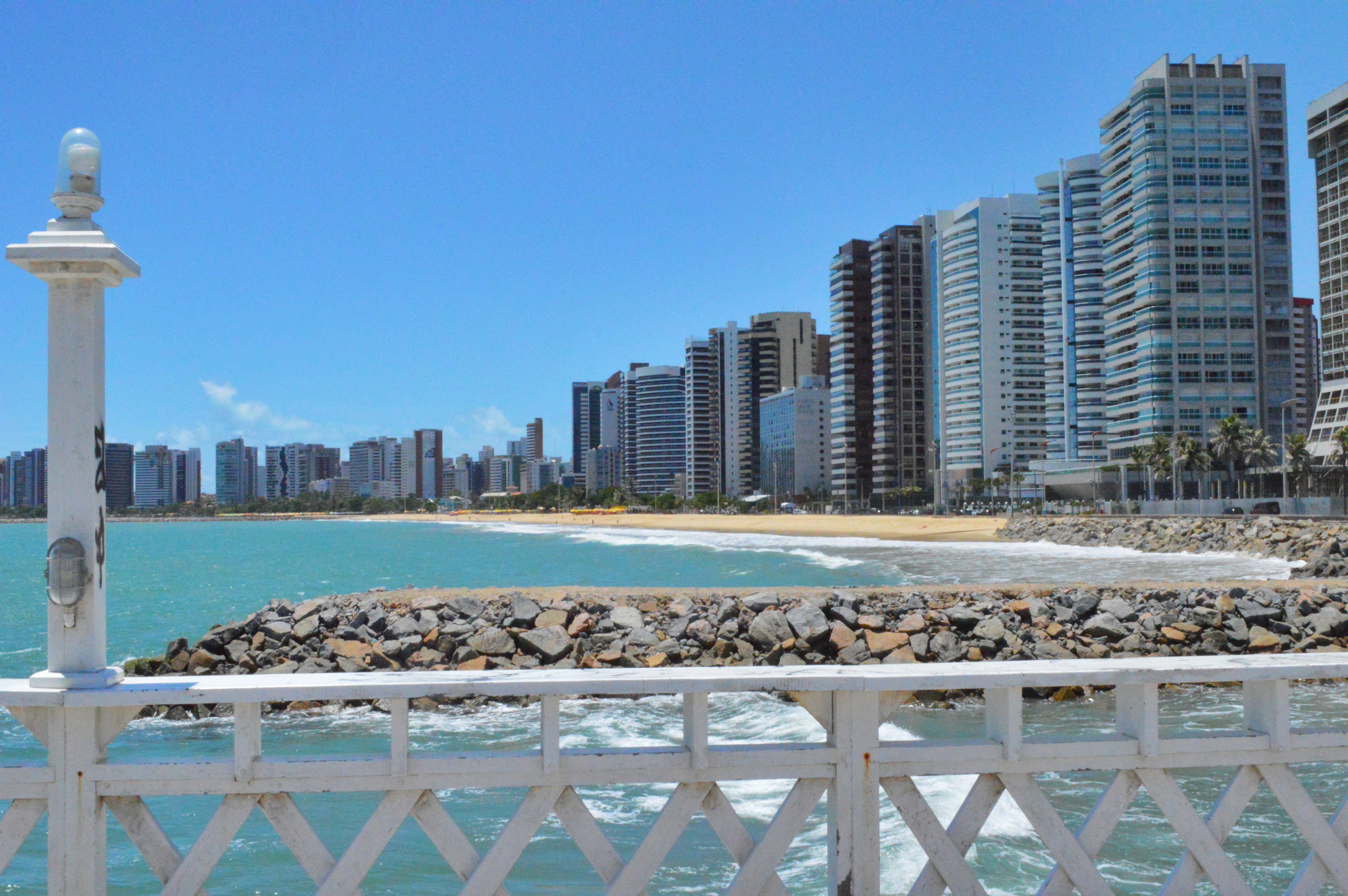
Fortaleza,

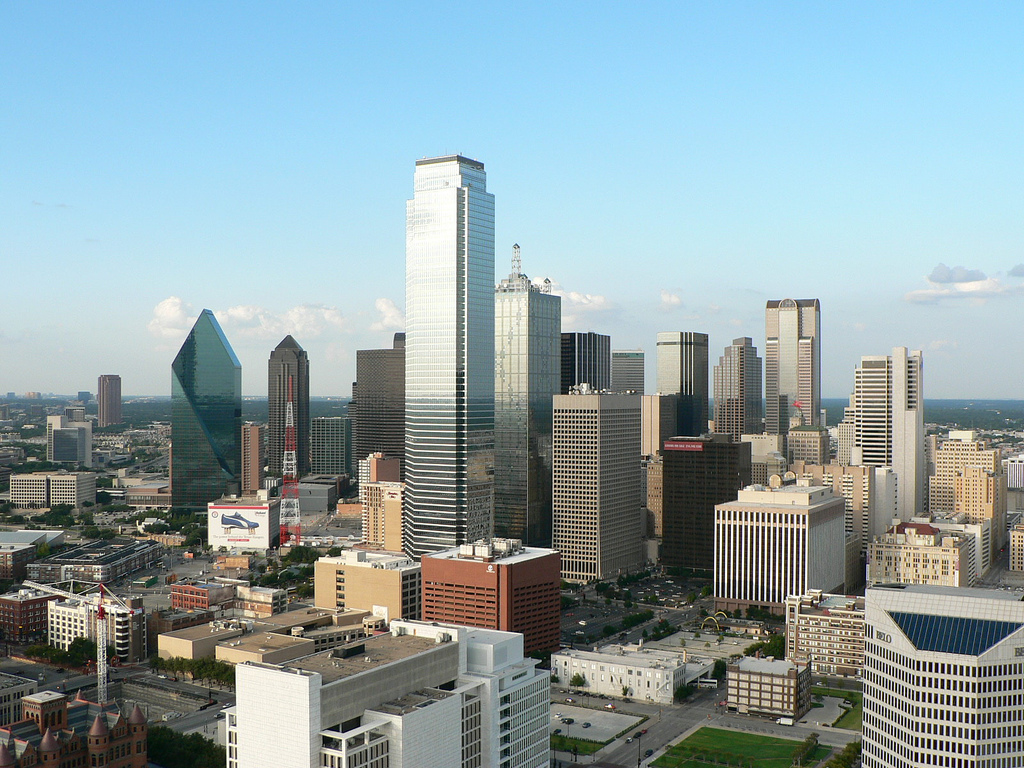
Dallas, EUA

Esta é uma lista das cidades e/ou suas áreas metropolitanas mais ricas do continente americano pelo PIB PPC de acordo com a PricewaterhouseCoopers.
| Posição | Cidade           | País           | PIB (PPC) em bilhões de US$ | Capital nacional |
| ------- | ---------------- | -------------- | --------------------------- | ---------------- |
| 1       | Nova York        | Estados Unidos | $ 1406                      | Não              |
| 2       | Los Angeles      | Estados Unidos | $ 792                       | Não              |
| 3       | Chicago          | Estados Unidos | $ 574                       | Não              |
| 4       | São Paulo        | Brasil         | $ 388                       | Não              |
| 5       | Filadélfia       | Estados Unidos | $ 388                       | Não              |
| 6       | Cidade De Mexico | México         | $ 388                       | Sim              |
| 7       | Washington DC    | Estados Unidos | $ 375                       | Sim              |
| 8       | Boston           | Estados Unidos | $ 363                       | Não              |
| 9       | Buenos Aires     | Argentina      | $ 362                       | Sim              |
| 10      | Dallas           | Estados Unidos | $ 338                       | Não              |
| 11      | Atlanta          | Estados Unidos | $ 304                       | Não              |
| 12      | São Francisco    | Estados Unidos | $ 301                       | Não              |
| 13      | Houston          | Estados Unidos | $ 297                       | Não              |
| 14      | Miami            | Estados Unidos | $ 292                       | Não              |
| 15      | Toronto          | Canadá         | $ 253                       | Não              |
| 16      | Detroit          | Estados Unidos | $ 253                       | Não              |
| 17      | Seattle          | Estados Unidos | $ 235                       | Não              |
| 18      | Rio de Janeiro   | Brasil         | $ 201                       | Não              |
| 19      | Phoenix          | Estados Unidos | $ 200                       | Não              |
| 20      | Minneapolis      | Estados Unidos | $ 194                       | Não              |
| 21      | San Diego        | Estados Unidos | $ 191                       | Não              |
| 22      | Denver           | Estados Unidos | $ 165                       | Não              |
| 23      | Montreal         | Canadá         | $ 148                       | Não              |
| 24      | Baltimore        | Estados Unidos | $ 137                       | Não              |
| 25      | St. Louis        | Estados Unidos | $ 126                       | Não              |
| 26      | Tampa            | Estados Unidos | $ 123                       | Não              |
| 27      | Santiago         | Chile          | $ 120                       | Sim              |
| 28      | Cleveland        | Estados Unidos | $ 112                       | Não              |
| 29      | Brasília         | Brasil         | $ 110                       | Sim              |
| 30      | Portland         | Estados Unidos | $ 110                       | Não              |
| 31      | Lima             | Peru           | $ 109                       | Sim              |
| 32      | Monterrey        | México         | $ 102                       | Não              |
| 33      | Bogotá           | Colômbia       | $ 100                       | Sim              |
| 34      | Pittsburgh       | Estados Unidos | $ 99                        | Não              |
| 35      | Vancouver        | Canadá         | $ 95                        | Não              |
| 36      | Guadalajara      | México         | $ 81                        | Não              |
| 37      | Curitiba         | Brasil         | $ 66                        | Não              |
| 38      | Belo Horizonte   | Brasil         | $ 61                        | Não              |
| 39      | Manaus           | Brasil         | $ 51                        | Não              |
| 40      | Medellín         | Colômbia       | $ 50                        | Não              |
| 41      | Puebla           | México         | $ 42                        | Não              |
| 42      | Caracas          | Venezuela      | $ 41                        | Sim              |
| 43      | Recife           | Brasil         | $ 35                        | Não              |
| 44      | Fortaleza        | Brasil         | $ 25                        | Não              |
| 45      | Salvador         | Brasil         | $ 10                        | Não              |